# 芳賀善次郎
芳賀 善次郎（はが ぜんじろう、1915年 - 1987年5月）は、日本の教員、歴史学者。
山形県生まれ。1935年東京府青山師範学校卒。葛飾区本田小学校、葛飾高等小学校、新宿区牛込仲之小学校教諭、1957年新宿区立戸塚第二小学校教頭、1962年豊島区立平和小学校校長。1966年新宿区立戸塚第一小学校長兼戸塚第一幼稚園長。1969年新宿区立西戸山小学校校長兼西戸山幼稚園長。1960年社会科勉強会を発足させ、初代会長となる。

## 著書
- 『新宿の今昔』紀伊国屋書店 1970
- 『新宿の散歩道 その歴史を訪ねて』三交社 逝水選書 1972
- 『旧鎌倉街道 その道すじと沿道の史蹟を歩く』さきたま出版会 さきたま双書 1978
- 『旧鎌倉街道探索の旅 中道編』さきたま出版会 さきたま双書 1981
- 『旧鎌倉街道探索の旅 下道編』さきたま出版会 さきたま双書 1982
- 『武蔵古道・ロマンの旅』さきたま出版会 さきたま双書 1984
- 『武蔵野の万葉を歩く。』さきたま出版会 さきたま双書 1985
- 『旧鎌倉街道・探索の旅 山ノ道編』さきたま出版会 さきたま双書 1988
- 『旧鎌倉街道・探索の旅 上道編』さきたま出版会 さきたま双書 1992